# ستسوکو هارا
ستسوکو هارا (انگلیسی: Setsuko Hara ژاپنی: 原 節子؛ زاده ۱۷ ژوئن ۱۹۲۰ – درگذشته ۵ سپتامبر ۲۰۱۵) هنرپیشه اهل ژاپن بود.

## گزیده فیلم‌شناسی
- اواخر بهار (۱۹۴۹)
- اوایل تابستان (۱۹۵۱)
- ابله (۱۹۵۱)
- داستان توکیو (۱۹۵۳)
- دختران، همسران و یک مادر (۱۹۶۰)
- آخر پاییز (۱۹۶۰)